# Cellule à point de rosée

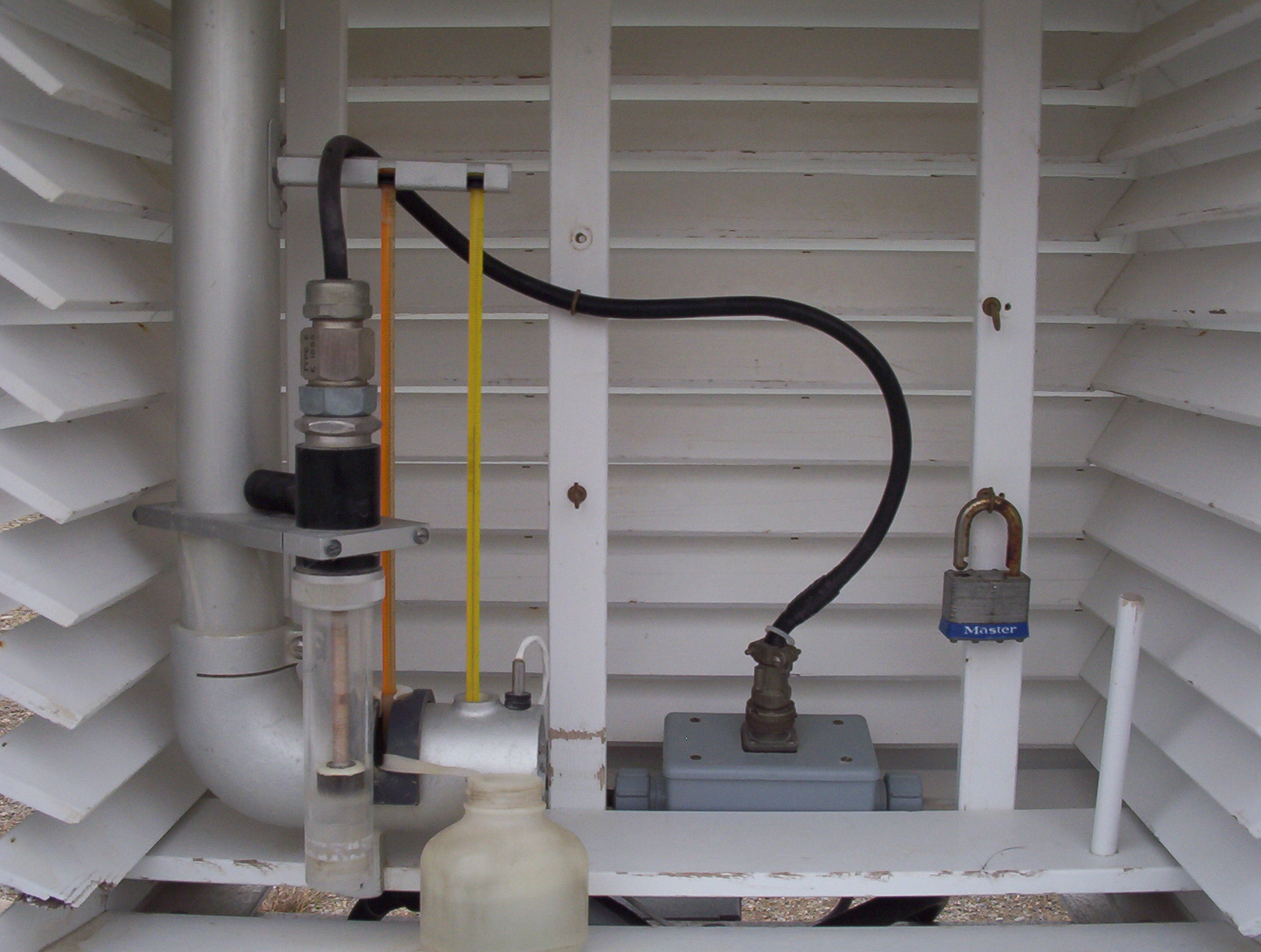
Abri Stevenson avec à gauche une cellule à point de rosée (tube relié à un fil électrique noir).

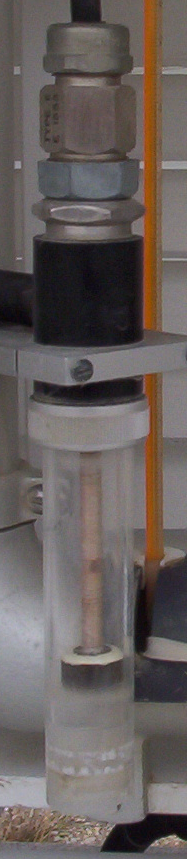
Zoom sur la cellule

Une cellule à point de rosée, ou cellule détectrice du point de rosée (souvent connue sous le terme anglais de dewcell), est un instrument de météorologie mesurant le point de rosée. Il est fait d'une paire de fils électriques nus, espacés, enroulés en spirale autour d'un isolant et mouillés par une solution aqueuse contenant un excès de chlorure de lithium,. Il s'agit d'un hygromètre résistif qui remplace le psychromètre manuel dans les stations météorologiques modernes.

## Fonctionnement
Le chlorure de lithium absorbe l'humidité de l'air, ce qui augmente la conduction dans les fils qui s'échauffent et provoquent l'évaporation d'une partie de l'eau de la solution. Cette vapeur est absorbée à son tour par le chlorure dans une rétroaction qui finit par arriver à un équilibre entre la vapeur absorbée et évaporée. La température des fils est alors mesurée par une thermistance et le point de rosée calculé. Les mesures sont prises en général à toutes les 60 secondes par le capteur et envoyées à un système informatique.
Les comparaisons de points de rosée obtenus d'un psychromètre et d’une cellule à point de rosée sont nécessaires pour s'assurer de la précision de l'appareil et pour établir sa fréquence de nettoyage. Cette comparaison doit être faite lors l'installation initiale à chaque heure pendant les premières 24 heures de fonctionnement, puis à intervalle régulier pour obtenir une base de données.

## Limites
Le principal avantage de cet appareil est de mesurer le point de rosée en continu sans toutes les manipulations d'un psychromètre. La cellule à point de rosée est également très précise, avec cependant deux désavantages majeurs :
- Le chlorure de lithium, n'ayant pas une grande capacité d'absorption, ne permet qu'un échauffement limité, ce qui impose l'assemblage de plusieurs éléments en série ;
- La présence de brume ou brouillard, si la ventilation est inadéquate, sursature l'air dans l'appareil et peut induire une valeur calculée de point de rosée supérieure à la température, ce qui est une impossibilité physique.

La cellule détectrice du point de rosée est également limitée par la température à cause des propriétés d’absorption du chlorure de lithium. Par exemple, celle utilisée par le Service météorologique du Canada peut ne pas fonctionner à des températures ambiantes plus basses que −45 °C, mais ne sera toutefois pas endommagée.